# Ратманиха
Ратманиха — опустевшая деревня в Вичугском районе Ивановской области. Входит в состав Сошниковского сельского поселения.

## География
Находится в северо-восточной части Ивановской области на расстоянии приблизительно 21 км на восток-юго-восток по прямой от районного центра города Вичуга.

## История
Первые известные свидетельства о деревне относятся к XVIII веку. Она упомянута в деле Луховской воеводской канцелярии за 1759—1761 годы. В 1772 году Ратманиха была межована Казимирским. На карте деревня впервые показана на плане Генерального межевания Луховского уезда (1792). Деревня присутствует на карте 1840 года. В 1872 году здесь (тогда Юрьевецкий уезд Костромской губернии) было учтено 44 двора, в 1907 году — 60.

## Владельцы
Деревня Ратманиха в XVIII и XIX веках входила в состав луховской (затем юрьевецкой) вотчины знаменитого московского дворянского рода Еропкиных. Первым известным владельцем этой вотчины был Василий Михайлович Еропкин, пик карьеры которого пришёлся на царствование Елизаветы Петровны, когда он занимал должность президента Ревизион-коллегии (1753—1760). В 1755 году он сообщал, что в Луховском уезде имел 140 душ.

## Население
Постоянное население составляло 137 человек (1872 год), 206 (1897), 294 (1907), 7 в 2002 году (русские 100 %), 3 в 2010.